# كورمانغو (أين)
كورمانغو (بالفرنسية: Courmangoux)‏ هي بلدية فرنسية تقع في إقليم الأين في فرنسا. رمز إنسي لها هو:1127. أما الرمز البريدي لها فهو: 1370.